# Sân bay Annecy - Haute-Savoie - Mont Blanc
Sân bay Annecy - Haute-Savoie - Mont Blanc trong tiếng Pháp Aéroport Annecy Haute-Savoie Mont Blanc (IATA: NCY, ICAO: LFLP), cũng có tên Aéroport d'Annecy - Meythet, là một sân bay nằm về phía tây bắc của Annecy 3,5 km, giữa Meythet và Metz-Tessy, tất cả đều thuộc tỉnh Haute-Savoie trong vùng Rhône-Alpes của Pháp.

## Các hãng hàng không và tuyến bay
- Air France
  - cung ứng bởi Brit Air (Paris-Orly)